# Crolles
Crolles là một xã thuộc tỉnh Isère, vùng Rhône-Alpes đông nam nước Pháp. Xã này nằm ở khu vực có độ cao trung bình 245 mét trên mực nước biển. Xã có cự ly 20 km về phía đông bắc Grenoble, thượng lưu sông Isère. 
Crolles có nhà máy bán dẫn lớn nhất nước Pháp (4000 người, tổng mức đầu tư 3 tỷ euro.
Crolles là nơi sinh của Petzl.